# 第十二届东方风云榜
第十二届东方风云榜颁奖典礼于2005年3月19日在上海大剧院举行。

## 综述
网络歌手唐磊获得东方风云榜金曲为网络歌手的首次。

## 获奖名单

### 歌迷票选
- 最受欢迎男歌手：胡彦斌
- 最受欢迎女歌手：孙悦
- 最佳组合：水木年华
- 最佳乐队：花儿乐队
- 港台最受欢迎乐队：飞儿乐队
- 十大金曲：
  - 水木年华《Dancing in the Rain》
  - 赵薇《渐渐》
  - 沙宝亮《蒙娜丽莎》
  - 唐磊《丁香花》
  - 汪峰《飞得更高》
  - 孙悦《倾城之恋》
  - 陈坤《烟花火》
  - 何炅《桅子花开》
  - 许巍《曾经的你》
  - 胡彦斌《WAITING FOR YOU》
- 最佳音乐录影带：
- 东方新人：
  - 金奖：陈坤
  - 银奖：韩雪、龙宽九段、何炅
  - 铜奖：施文斌、阿朵、梦洁

### 专家票选
- 最佳作词：汪峰《飞得更高》
- 最佳作曲：文雅《倾城之恋》
- 最佳编曲：田鹏《没有人会像我一样》
- 最佳专辑：许巍《每一刻都是崭新》
- 最佳舞台演绎：台湾组合5566(港台) 、赵薇(内地)
- 全能艺人：孙燕姿
- 华语五强：
  - 沙宝亮(内地)
  - 容祖儿(香港)
  - 周杰伦(台湾)
  - 孙燕姿(新加坡)
  - 品冠(马来西亚)